# Buszyce
Buszyce (deutsch Buchitz) ist eine Ortschaft in der Gemeinde Lewin Brzeski im Powiat Brzeski der Woiwodschaft Oppeln.

## Geographie

### Geographische Lage
Das Angerdorf Buszyce liegt im Südosten der historischen Region Niederschlesien an der Grenze zu Oberschlesien. Der Ort liegt etwa sieben Kilometer nördlich vom Gemeindesitz Lewin Brzeski (Löwen), 16 Kilometer südöstlich von der Kreisstadt Brzeg (Brieg) und 30 Kilometer nordwestlich von der Woiwodschaftshauptstadt Oppeln. 
Buszyce liegt in der Nizina Śląska (Schlesische Tiefebene) am Rande der Dolina Nysy Kłodzkiej (Glatzer Neiße-Tal) hin zur Równina Wrocławska (Breslauer Ebene). Durch den Ort verläuft die Landesstraße Droga krajowa 94.

### Ortsteile
Zu Buszyce gehört der Weiler Leśniczówka.

### Nachbarorte
Nachbarorte von sind im Norden Różyna (poln. Rosenthal), im Osten Wronów (Frohnau), im Südosten Skorogoszcz (Schurgast) und im Süden der Gemeindesitz Lewin Brzeski (Löwen).

## Geschichte

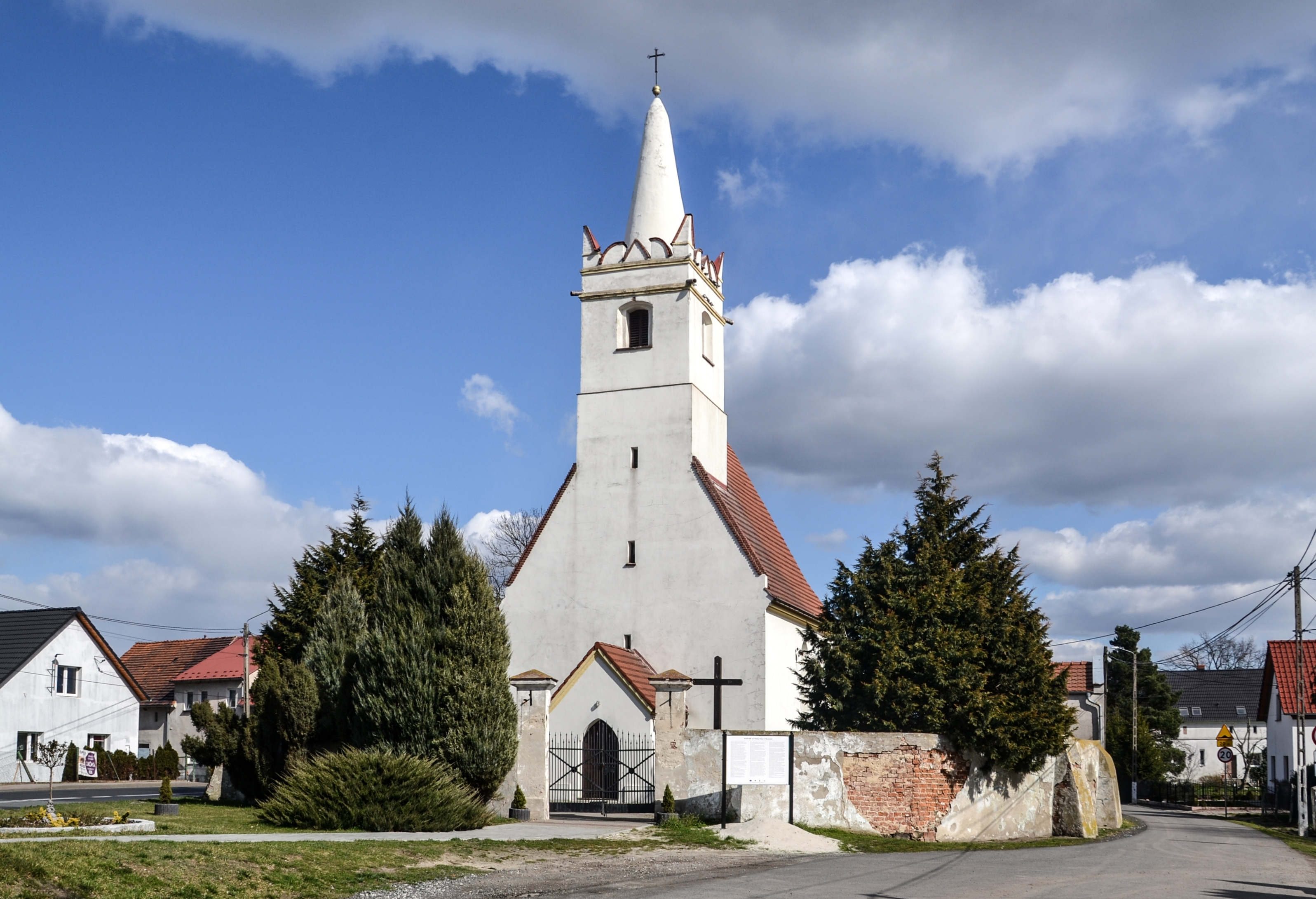
Dreifaltigkeitskirche

Das Dorf wurde 1255 erstmals als Bonhusen urkundlich erwähnt. 1310 wird die Pfarrkirche von Buchitz erstmals erwähnt. 1390 wird der Ort als Buchhawzen erwähnt.
Im 16. Jahrhundert wurde die Dorfkirche im gotischen Stil neu errichtet.
Nach dem Ersten Schlesischen Krieg 1742 fiel Buchitz mit dem größten Teil Schlesiens an Preußen.
Nach der Neuorganisation der Provinz Schlesien gehörte die Landgemeinde Buchitz ab 1816 zum Landkreis Brieg im Regierungsbezirk Oppeln. 1845 bestanden im Dorf eine Scholtisei, eine katholische Kirche, eine evangelische Schule und 73 Häuser. Im gleichen Jahr lebten in Buchitz 376 Menschen, davon 111 katholisch. 1874 wurde der Amtsbezirk Fröbeln gegründet, welcher aus den Landgemeinden Buchitz, Fröbeln und Frohnau und den Gutsbezirken Fröbeln, Frohnau und Löwen, Schloß bestand. 1885 zählte Buchitz 387 Einwohner.
1933 hatte Buchitz 324 sowie 1939 303 Einwohner. Bis 1945 befand sich der Ort im Landkreis Brieg.
Als Folge des Zweiten Weltkriegs fiel der deutsche Ort Buchitz 1945 wie der größte Teil Schlesiens unter polnische Verwaltung. Nachfolgend wurde der Ort in Buszyce umbenannt und der Woiwodschaft Schlesien angeschlossen. 1950 wurde es der Woiwodschaft Oppeln eingegliedert. 1999 kam der Ort zum neu gegründeten Powiat Breszki (Kreis Brieg).

## Sehenswürdigkeiten
- Die römisch-katholische Dreifaltigkeitskirche (poln. Kościół Trójcy Świętej) wurde 1310 erstmals urkundlich erwähnt. Im Mittelalter stand sie unter dem Patronat der Johanniter aus Łosiów (deutsch Lossen). Mitte des 16. Jahrhunderts wurde die Kirche umgebaut.[7] Der barocke Hauptaltar stammt aus dem Jahr 1700. Seit 1964 steht das Gebäude unter Denkmalschutz.[8]